# San Odorico (Flaibano)
San Odorico al Tagliamento, o, semplicemente, anche San Odorico (San Durì in friulano), è l'unica frazione di Flaibano in Provincia di Udine.

## Geografia fisica

### Territorio
La frazione si trova a Ovest di Flaibano, nei pressi del fiume Tagliamento. A est della frazione, la maggior parte del territorio è adibito a campi coltivati, mentre a Ovest a boschi e prati a ridosso del fiume. Questi boschi, sono attraversati dalla Roggia di San Odorico. Nel parco del Tagliamento, si possono trovare numerosi percorsi ciclabili e un Centro Vacanze, che d'estate apre le porte ai numerosi turisti e visitatori che vogliono trascorrere una giornata nella natura.

## Storia
Nei primi documenti del Regno d'Italia, il comune di Flaibano era indicato con la dicitura comune di San Odorico. Infatti, il capoluogo era ancora San Odorico, e non Flaibano. Questo era dovuto alla presenza nella frazione dell'abbazia e del monastero dei monaci benedettini, che fin dal medioevo tenevano un guado sul fiume Tagliamento. In seguito, nel 1927, dopo una lunga serie di eventi, il comune è stato spostato a Flaibano in maniera incerta. Secondo la leggenda popolare, alcuni cittadini di Flaibano, si recarono di notte a San Odorico, e trafugarono i documenti dal municipio. In realtà, la cosa fu molto più complessa. Il 16 maggio 1875, il consiglio comunale richiese fortemente il trasferimento della sede comunale a Flaibano. Si noti che, in questa sessione del consiglio, tutti i consiglieri di San Odorico erano assenti. La sede operativa, viene quindi trasferita in maniera provvisoria a Flaibano in via Cavour. 
Tale deliberazione, viene però annullata dalla prefettura, in quanto una simile decisione doveva essere presa tramite referendum. Poi, il 31 luglio 1876, la Deputazione Provinciale delibera che la residenza municipale venga trasferita a Flaibano, mantenendo però la denominazione di comune di San Odorico. Il 26 gennaio 1927, il potestà chiede formalmente al Regio Governo di cambiare la denominazione da comune di San Odorico in Comune di Flaibano. Infine, il 16 settembre dello stesso anno, il Re Vittorio Emanuele III autorizza il cambiamento di denominazione in Comune di Flaibano. Questo portò a una forte rivalità tra i due paesi, che persiste tuttora, anche se in maniera più tenue.

### Nome
L'origine del nome è ancora incerta, ma è probabilmente legata alla presenza di monaci benedettini. Dal 2009 circa, su tutti i cartelli stradali e d'accesso al paese, la dicitura San Odorico, è stata cambiata in San Odorico al Tagliamento dall'amministrazione comunale.

## Monumenti e luoghi d'interesse
- Villa Marangoni Masolini, in precedenza monastero benedettino, in seguito convertita in villa signorile circondata da un vasto parco. La villa, nella sua struttura neoclassica, risale circa alla metà del settecento.
- Chiesa abbaziale di San Odorico, in precedenza tempio pagano. La dedicazione della chiesa trova fondamento della tradizione secondo la quale San Ulrico, di ritorno al suo villaggio, transitò nel locale guado sul fiume Tagliamento.
- Tumulo protostorico 'Di Sopra', attualmente intatto, collocabile nell'età media del bronzo.
- Parco del Tagliamento
- Prati di Coz, sito di interesse comunitario